# Andrei Rubliov (film)
Andrei Rubliov (în rusă Андрей Рублёв) este o dramă cu caracter biografic de Andrei Tarkovski din 1966, care prezintă viața pictorului de icoane Andrei Rubliov din secolul al XV-lea. Filmul propune o meditație pe tema relației dintre creatorul de artă în general, și epoca în care trăiește. Realitățile Rusiei anilor 1400 sunt prezentate în mod crud și dramatic.

## Detalii tehnice
- Durata versiunii originare: 205 min.
- Durata versiunilor difuzate: 146 min. / 165 min. / 186 min.
- Perioada producerii: 1964-1966.
- Prima difuzare (în cerc restrâns): 1966.
- Premiera în U.R.S.S.: 1971.
- Alb/negru, cu secvență finală color.
- Scenariul: Andrei Tarkovski și Andrei Mihalkov-Koncealovski.
- Titlul original al scenariului: Patimile după Andrei.
- Imaginea: Vadim Iusov.
- Decorurile: Evgheni Cerneaev.
- Muzica: Viaceslav Ovcinnikov.
- Sunetul: I. Zelențova.
- Montajul: Ludmila Feighinova.
- Redactori: N. Beliaeva, L. Lazarev.
- Consultanți științifici: dr. V. Pașuto, dr. S. Iamscikov, dr. M. Merțalova.
- Directorul filmului: T. Ogorodnikova.
- Cu: Anatoli Solonițîn (Andrei Rubliov), Nikolai Grinko (Daniil Ciornîi), Ivan Lapikov (Kiril), Nikolai Burliaev (Boris), Rolan Bîkov (bufonul), Irma Raush Tarkovskaia (fata săracă cu duhul), Iuri Nazarov (Marele Cneaz, fratele Marelui Cneaz), Nikolai Sergheev (Teofan Grecul), S. Krîlov, Sos Sarkissian (Christ).
- Producător: Mosfilm.

## Povestea
„Realizat în maniera frescei istorice, filmul povestește viața celebrului iconar rus de la cumpăna secolelor XIV-XV, Andrei Rubliov. Acțiunea se desfășoară pe durata unui sfert de veac și este alcătuită dintr-un prolog și opt părți.
- Prologul prezintă, pe fundalul zidurilor albe ale unei catedrale, zborul și prăbușirea unui țăran cu un balon cu aer cald.
- Partea I. Măscăriciul (1400). Trei călugări zugravi (Daniil, Kiril și Andrei) merg la Moscova spre a căuta de lucru. Pe drum se adăpostesc într-o casă țărănească, unde un măscărici delectează mulțimea adunată. Denunțat de Kiril, măscăriciul este prins și ridicat de gărzile țariste.
- II. Teofan Grecul (1405). Cu intenția ascunsă de a-i deveni ucenic, Kiril îl vizitează la Moscova pe Teofan Grecul, celebru pictor iconar. Acesta îl invită să-i fie ucenic. Kiril acceptă. Totuși, Teofan decide mai târziu în mod diferit, și îl cheamă pe Andrei Rubliov, și nu pe Kiril, să îl ajute la pictarea unei biserici din Moscova. Plecarea la Moscova a lui Andrei declanșează o ceartă cu prietenul său, Daniil și stârnește invidia lui Kiril, care părăsește mănăstirea Andronikov.
- III. Patimile după Andrei (1406). Pe fundalul metaforic al unei Golgote înzăpezite, urcată de un Christ rus și de cortegiul jelind al poporului, Andrei și Teofan (care lucrează de o vreme împreună), filozofează despre nedreptate și despre datoria artistului de a lumina ignoranța. Crezul artistic al lui Andrei este amendat de mizantropia conștiinței obosite de suferințe a lui Teofan. Andrei asistă incitat la o sărbătoare păgână a dragostei și la înfruntările dintre păgâni și creștini.
- IV. Sărbătoarea (1408). Andrei și Foma adună lemne de foc, când se aud sunetele îndepărtate unei ceremonii în pădure. Andrei merge să investigheze și întâlnește un grup de păgâni goi, care conduc un ritual pentru care sunt folosite torțe. Andrei este intrigat și entuziasmat de comportamentul păgânilor, dar este prins în timp ce se uita la un cuplu care făcea dragoste. Este legat într-un simulacru de răstignire a lui Iisus și este amenințat că va fi înecat dimineața următoare. O femeie pe nume Marfa, îmbrăcată doar într-o blană, se apropie de Andrei. După ce îi spune că poporul ei este persecutat pentru credințele sale, își dă jos haina și îl sărută pe Andrei, apoi îl dezleagă. Andrei fuge și se pierde în pădurile dese, zgâriindu-se pe față. În dimineața următoare, Andrei se întoarce la grupul său, inclusiv la Daniil. Când grupul lor pleacă, un grup de soldați apare pe malul râului urmărind câțiva păgâni, inclusiv Marfa. Partenerul ei este capturat, dar ea scăpă dezbrăcată prin înot în râu, pe lângă barca lui Andrei. El și ceilalți călugări se uită rușinați.
- V. Judecata de Apoi (1408 - vara). Angajat de Marele Cneaz să zugrăvească catedrala Bunei Vestiri, Andrei nu se încumetă să picteze Judecata de Apoi (crezul său este că arta nu trebuie să înfricoșeze, ci să ofere speranță). După lungi ezitări, împins de presiunile arhiereului, Andrei începe să picteze, versetele din imnul paulin al iubirii sunt cele care îl inspiră. După terminarea catedralei, echipa lui Rubliov se îndreaptă spre Zvenigorod, să decoreze catedrala fratelui Marelui Cneaz (care îi este dușman). Marele Cneaz, însă, trimite ostași înarmați, care îi atacă pe zugravi și le scot ochii.
- VI. Năvălirea (1408). Marele Cneaz se coalizează cu tătarii pentru a cuceri cetatea Vladimirului, condusă de fratele Marelui Cneaz. Andrei asistă la silniciile făcute de tătari și la profanarea bisericii din Vladimir. Un soldat rus încearcă să violeze pe o fată săracă cu duhul pe care Rubliov o avea în grijă. Rubliov îl ucide pentru a salva fata. Disperat în urma vederii atâtor suferințe, Andrei i se destăinuie lui Teofan (care murise, dar îi apare într-o viziune) că nu mai crede în puterea transfiguratoare a artei și refuză să mai picteze și să vorbească, pentru a se cai de păcatul de a fi ucis un om și pentru ca nu mai are nimic de spus oamenilor. Teofan îl sfătuiește să nu cedeze și să nu părăsească pictura.
- VII. Tăcerea (1412). Întors la mănăstirea Andronikov împreună cu fata săracă cu duhul (Blajina) pe care o salvase de tătari, Andrei suportă disprețul fraților, care știu că prin votul tăcerii se căiește de grave păcate. Toată comunitatea îndură foametea iernii, cauzată de pogromurile tătarilor.
- VIII. Clopotul (1423). Trimișii ocârmuirii umblă prin țara pustiită de ciumă să caute un meșter pentru turnarea clopotelor unei catedrale. Singurul rămas în viață dintr-un sat întreg este adolescentul Boris, fiul clopotarului. Băiatul se jură că numai el cunoaște „secretul turnării clopotelor"; i se încredințează lucrarea, de care va răspunde cu prețul vieții. Andrei asistă la febra făuririi clopotului, care durează un an încheiat. Când lucrarea este gata, în fervoarea generală stârnită de dangătele clopotelor, Boriska se retrage plângând: totul a fost o minune, băiatul nu cunoscuse niciodată „secretul turnării clopotelor". Impresionat de ardoarea cu care lucrase, Andrei îl consolează, rupând astfel legământul tăcerii. Andrei reîncepe să picteze. Filmul se termină cu detalii (singurele cadre color) ale icoanelor lui Rubliov”. Sursa: Elena Dulgheru, ”Tarkovski. Filmul ca rugăciune”, Arca Învierii, 2001, pag. 249-250.

## Lansare
A fost lansat în anul 1966 și a avut parte de succes comercial, fiind vizionat de 3,0 milioane de spectatori în cinematografele din Uniunea Sovietică.